# Koteshirur, Hosanagara
Koteshirur là một làng thuộc tehsil Hosanagara, huyện Shimoga, bang Karnataka, Ấn Độ.